# イブニング6Plus
『イブニング6Plus』（イブニングシックスプラス）は、とちぎテレビで2017年4月3日から2019年3月29日まで平日夕方に放送していたローカルワイド番組・報道番組。
本項では、週末版として2017年4月8日から2019年3月30日まで放送された『イブニング6サタデー』、2017年4月9日から2019年3月31日まで放送された『イブニング6サンデー』についても詳述する。

## 概要
前番組である『5じはんLIVE @home』の放送終了後2017年4月3日から放送を開始した。以前放送されていた『イブニング6』のリニューアル版である。また、本番組の開始に伴い、同年4月8日から、週末の18:00 - 18:15に、『イブニング6サタデー・サンデー』が放送を開始した。

## 出演者

### 番組終了時点の出演者
| 月                                            | 火                                         | 水                 | 木                                                            | 金               |
| メインキャスター                              | メインキャスター                           | メインキャスター   | メインキャスター                                              | メインキャスター |
| --------------------------------------------- | ------------------------------------------ | ------------------ | ------------------------------------------------------------- | ---------------- |
| 若林芽育                                      |                                            |                    |                                                               |                  |
| サブキャスター                                |                                            |                    |                                                               |                  |
| 飯島誠                                        | 中矢邦子                                   | 中矢邦子           | 中矢邦子                                                      | 元田芳           |
| （不在）                                      | だいじ(だいまじん)                         | だいじ(だいまじん) | だいじ(だいまじん)                                            | （不在）         |
| 中継担当                                      |                                            |                    |                                                               |                  |
| 藤田真奈                                      |                                            |                    |                                                               |                  |
| 天気予報担当                                  |                                            |                    |                                                               |                  |
| 田代大輔                                      | 竹下愛実                                   | 竹下愛実           | 竹下愛実                                                      | 田代大輔         |
| その他のレギュラー                            |                                            |                    |                                                               |                  |
| 佐藤悠介（月曜日「SPORTS+Plus」担当）         | 小池祥絵（火曜日「ペットプラネット」担当） | （不在）           | 本田仁美（木曜日「AKB48 Team 8 本田仁美の恋とち」レポーター） | （不在）         |
| 野澤朋代（月曜日 「“学”ビジョンとちぎ」担当） | （不在）                                   | （不在）           | 入江尚見（木曜日「県政ひとくちメモ」担当）                    | （不在）         |

## タイムテーブル（2018年9月時点）
※時刻はおおよそのもので、ニュース内容により変更の場合もある。
- 17時59分 - オープニングトーク（5時に夢中!からステブレレス）
- 18時00分 - オープニング～ニュース
- 18時13分 - ニュース解説
- 18時16分 - 情報マルシェ・視聴者プレゼント～FAX・メール募集
- 18時19分 - 日替わりコーナー1
- 18時27分 - 日替わりコーナー2
- 18時33分 - 天気予報
- 18時40分 - 日替わりコーナー3
- 18時46分 - イブ6特派員
- 18時48分 - とちぎかわら版
- 18時52分 - 県内のニュース
- 18時56分 - FAX・メール発表～エンディング

## 曜日別コーナー
番組序盤
オープニング
全国・県内の主なニュース
天気予報
ニュースの間に挿入される30秒程度の映像による天気予報。藤代清治の「影絵の世界」をテーマにした映像が用いられる。
情報マルシェ
県内の食や企業に関する情報
番組中盤
日替わりコーナーその1
月曜 「SPORTS+Plus」
スポーツコーナー。MC担当は佐藤悠介。
火曜 「ペットプラネット」
ペットに関する情報紹介。MC・レポーターは小池祥絵。（ホームセンターカンセキ協力）
水曜 「GO!PRO+Plus」
県内のプロスポーツチームや選手に関する情報。
木曜 「AKB48 Team 8 本田仁美の恋とち」
「AKB48 Team 8」の本田仁美がレポーターとして栃木県内各地を訪れ、その魅力を伝える。本田仁美が日韓ガールズグループ「IZ*ONE」（アイズワン）の活動に専念し、AKB48グループの活動を休止することになったためしばらく「恋とち」に出演することが難しい状況。今後、本田仁美の出演が困難な場合、代役として「チーム８メンバー」の出演でお届け。
金曜 「中継・街かど＋Plus」
地域の話題や情報を生中継で紹介。
金曜 足銀プレゼンツ「どうなってるの?とちぎの経済」（第4週）
栃木県の経済・企業の状況を足利銀行のエコノミストが詳しく分析する
日替わりコーナーその2
月曜 「ススメ！未来のスーパーアスリート」
県内のスポーツ選手やチーム、部活動紹介など。
火曜 「生活情報コーナー 暮らしに＋Plus」
木曜 「アナウンサーリポート企画 アナリポ＋Plus」
とちぎテレビのアナウンサーが県内各地の名所やイベントなどを取材、レポートする。主なレポーターは藤田真奈が担当。
金曜 「Weekend+Plus（週末情報）」
週末に予定されている栃木県内、および周辺地域における観光イベントについての紹介。
番組後半
日替わりコーナーその3
月曜「“学”ビジョンとちぎ」
学校教育や生涯学習等に関する各種教育情報。MC担当は野澤朋代。
火曜 「ようこそ赤ちゃん」
県内で新しく生まれた赤ちゃんの映像を紹介する。
水曜 「地域密着ケーブルテレビ便り」
栃木県各地のケーブルテレビ局を結び、その地域の情報を届ける
木曜 「県政ひとくちメモ」
栃木県政に関する身近な話題を伝える。MC担当は入江尚見。
木曜 「コチラdeダンス」
栃木県のバスケットボールクラブリンク栃木ブレックスのチアダンスチーム「ブレクシー」のメンバーがアレンジした健康体操。ツインリンクもてぎエンジェルが担当する。
金曜 「中継・街かど＋Plus」
日替わりコーナー1に引き続き放送される場合がある。
各日放送
「とちメシ」
月～金曜日18:29頃栃木県内の名店の料理を毎日紹介。至福のひとときをあなたに。映像はYouTube公式チャンネルで配信。
「天気予報」
県内の天気予報や天気に関する情報。担当の気象予報士は月・金が田代大輔、火～木が竹下愛実。
2017年現在のコーナーBGMは、藤原さくらの「Walking on the clouds」
「イブ6特派員」
視聴者から届いた話題を映像や写真を交えて紹介。
不定期放送
「ゆうどき+Plus」
「アナリポ＋Plus」と同じように、県内各地をアナウンサーによる取材やレポート（収録）。またはスタジオへゲストを呼んでの生トークなど。

## イブニング6サタデー・イブニング6サンデー

### 概要
『イブニング6サタデー』『イブニング6サンデー』は、とちぎテレビで2017年4月8日から2019年3月31日まで週末の夕方に放送された報道番組。『イブニング6Plus』の週末版にあたる。
本番組の開始に伴い、21時台と23時台に放送されていた『とちテレニュース Sat&Sun』は終了となった。
平日版の終了に伴い、2019年3月31日をもって終了。2019年4月6日から、放送時間を再び夜に移し、『ナイトニュースサタデー』『ナイトニュースサンデー』が放送されている。

### 出演者
- シフト勤務